# 交響曲第4番 (プロコフィエフ)
セルゲイ・プロコフィエフの《交響曲 第4番 ハ長調》は、作曲者の亡命時代の作品の一つ。アメリカ合衆国で作曲された初版（作品47）と、ソ連邦で改作された改訂版（作品112）の2つの版が存在し、作品番号も異なる。 《交響曲 第3番》が自作のオペラ《炎の天使》に基づいていたように、本作品はバレエ音楽《放蕩息子》の素材を転用している。

## 初版
初版はボストン交響楽団からの創立50周年記念の委嘱作品として、1929年から1930年にかけて作曲され、1930年11月14日にセルゲイ・クーセヴィツキーの指揮と同楽団の演奏によりボストンで初演された。

## 改訂版
改訂版は1947年に、《交響曲 第6番》を完成して間もなく着手され、もはや改作と呼びうるほどに大幅に手が入れられた。初版のいくつかの楽想は放棄され、残された楽想が展開された。改訂版は、作品の規模とオーケストレーションが拡張されており、25分程度の長さだった初版が、40分から45分ほどの長さに引き伸ばされている。特に大きく変えられたのは両端楽章で、形式的にも内容的にも改訂作業は徹底したものとなっている。プロコフィエフはこの改訂版を、古い素材に基づく新作と見なしており、自ら新たな作品番号を与えた。
傑作である《交響曲 第5番》の後に改作されたため、改訂版がより練られた交響曲様式をとっていると評する向きもある一方で、初版の新鮮で軽やかな魅力を惜しむ意見も見られる。ジャン・マルティノンが1971年に初めて旧版を録音。その後80年代にムスティスラフ・ロストロポーヴィチが新旧両版を録音して以降、ネーメ・ヤルヴィやヴァレリー・ゲルギエフらの指揮者もこれに追随するようになり、同一の指揮者と演奏団体で両方の版の比較が可能になった。これはCD時代になって、新旧の両方が1枚のディスクに収録できるようになったためでもある。新旧両版とも、以下の4楽章からなり、発想記号の違いは見られない。

## 構成
- 第1楽章：アンダンテ - アレグロ・エロイーコ
- 第2楽章：アンダンテ・トランクィッロ
- 第3楽章：モデラート、クヮジ・アレグレット
- 第4楽章：アレグロ・リゾルート

## 楽器編成
フルート 2、ピッコロ、オーボエ 2、コーラングレ、クラリネット 2、小クラリネット（E♭管）（改訂版のみ）、バスクラリネット、ファゴット 2、コントラファゴット、ホルン 4、トランペット 3、トロンボーン 3、チューバ、ティンパニ、バスドラム、トライアングル、タンブリン、シンバル、スネアドラム、ウッドブロック、ハープ（改訂版のみ）、ピアノ（改訂版のみ）、弦五部（第1ヴァイオリン、第2ヴァイオリン、ヴィオラ、チェロ、コントラバス）